# الهدف (فلم 2001)
الهدف (The Score) فيلم دراما وجريمة من انتج سنة 2001، إخراج فرانك أوز وبطولة روبرت دي نيرو وإدوارد نورتون ومارلون براندو، بلغت ميزانية إنتاج الفيلم 68 مليون دولار تقريبا، بينما وصلت إجمالي إيراداته على المستوى العالمي إلى 113 مليون دولار. وحصل الفيلم على جائزة Image Award لأفضل ممثلة مساعدة (أنجيلا باسيت) عام 2002, يعتبر هذا الفيلم آخر فيلم من لمارلون براندو وأول فيلم يظهرا فيه براندو ودي نيرو سويا (سبق أن ظهرا في فلم واحد هو (العراب - الجزء الثاني) لكن لم يجمعهما مشهد سوية).

## القصة
نيك ويلز (روبرت دي نيرو) لص محترف يقرر أن يعتزل عالم الجريمة للأبد بعد أن كاد يقع في قبضة الشرطة خلال العملية الأخيرة. ويخطط نيك للعيش في سلام مع فتاته ديان، ويتولى إدارة الملهى الذي يمتلكه. وسرعان ما يأتي شريكه ومدير أعماله ماكس (مارلون براندو) بعرضٍ لا يمكنه رفضه، حيث يتم اكتشاف صولجان فرنسي تاريخي لا يقدر بثمن أثناء تهريبه داخل البلاد.ويخضع الصولجان الآن لرقابة مشددة لدى سلطات مونتريال الجمركية قبل أن يتم إعادته إلى فرنسا. ويتعين على نيك أن يتحد مع رجل ماكس داخل الجمارك جاك تيلر (إدوارد نورتون) من أجل الاستيلاء على الكنز الثمين.

## روابط إضافية
- مقالات تستعمل روابط فنية بلا صلة مع ويكي بيانات